# Kukkola (Zweden)
Kukkola is een dorp binnen de Zweedse gemeente Haparanda. Het dorp is gelegen aan de Riksväg 99 en de Torne, die hier samen door het dal lopen. Kukkola ligt tussen Karungi en Vojakkalla in. Kukkola bestaat uit een aantal kernen, waaronder Kukkola zelf, Yli-Kukkola, Ala-Kukkola en Härkäniemi, in een lintbebouwing langs de rivier, met een totale bevolking van ongeveer 270 mensen. Aan de overzijde van de rivier ligt het Finse Kukkola.
Kukkola krijgt zijn inkomsten uit de land- en bosbouw, maar tevens visserij, voornamelijk marene en zalm. In de jaren 40 en 50 van de 19e eeuw werden hier voor met name de houzagerij twee molens gebouwd, aangedreven op water; deze leverden later gelijkstroom, zodat Kukkola al vroeg elektriciteit kreeg.

## Toerisme

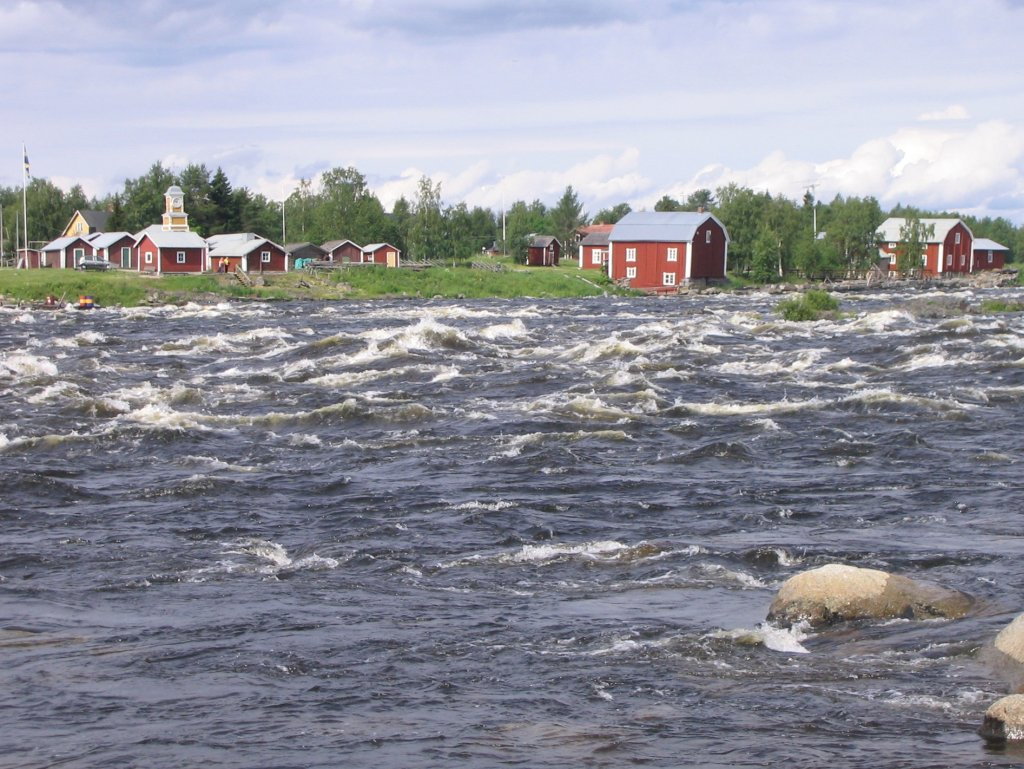
Stroomversnelling Kukkola vanaf Zweedse oever

Kukkola heeft een toeristische attractie in de plaatselijke stroomversnelling in de rivier; de Kukkolaforsen of Kukkolakoski. Deze zijn ontstaan toen het gebied in het eerste millennium begon te stijgen ten opzichte van de Botnische Golf (5 tot 8 mm per jaar). De stroomversnelling heeft een lengte van drieënhalve kilometer met een hoogteverschil van ongeveer 14 meter; de Tornerivier stroomt hier met veel water in een zeer onregelmatige en ondiepe rivierbedding. Al vanaf de middeleeuwen worden hier de zogenaamde Sikfesten (marenefeesten) gehouden, een wandel- en viswedstrijd. Het vissen geschiedt dan op een traditionele manier, met netten, waarvan het ontwerp komt uit de 17e eeuw, te werpen vanaf een houten stellage over de rivier.
Alatalo · Barsk · Haparanda · Kangas · Kankaanranta · Karungi · Kattilasaari · Keräsjänkkä · Keräsjoki · Korpikylä · Korva · Kukkola · Lappträsk · Marielund · Mattila · Nikkala · Parviainen · Purra · Salmis · Seskarö · Säivis · Vojakkala · Vuono · Vittikko